# سباستيان كيل
سباستيان كيل (بالألمانية: Sebastian Kehl) لاعب كرة قدم ألماني. ولد في فولدا في ألمانيا الغربية في 13 فبراير 1980. يلعب في المنتخب الألماني من سنة 2001. شارك في كأس العالم 2002 (حيث وصل المنتخب إلى المركز الثاني) و كأس العالم 2006 (حيث وصل المنتخب إلى المركز الثالث).

## مسيرته الرياضية
| اسم النادي                  | السنوات   |
| --------------------------- | --------- |
| هانوفر 96                   | 1998-2000 |
| فرايبورغ إس سي              | 2000-2001 |
| بروسيا دورتموند (الأساسي)   | 2001-2015 |
| بروسيا دورتموند (الاحتياطي) | 2010-2011 |

## روابط خارجية
- سباستيان كيل على موقع الاتحاد الدولي (مؤرشف)  (الإنجليزية)
- سباستيان كيل على موقع الاتحاد الأوربي (الإنجليزية)
- سباستيان كيل على موقع قاعدة بيانات كرة القدم.إي يو (الإنجليزية)
- سباستيان كيل على موقع بيانات كرة القدم. دي إي (الألمانية)
- سباستيان كيل على موقع ناشيونال فوتبول تيمز (الإنجليزية)
- سباستيان كيل على موقع Soccerway.com (الإنجليزية)
- سباستيان كيل على موقع عالم كرة القدم.نت (الإنجليزية)
- سباستيان كيل على موقع كووورة
- سباستيان كيل على موقع AS.com (الإسبانية)